# حليزين
الحُلَيْزِين (الاسم العلمي: Spirillum) هو جنس من الجراثيم سلبية الغرام من فصيلة الحليزنيات من رتبة وحيدات الخلية منتجة النيتريت من طائفة متقلبات بيتا.

## روابط خارجية
- "Microbe Wiki". مؤرشف من الأصل في 2022-02-17.